# Arc浏览器
Arc是由Josh Miller和Hursh Agrawal创立的初创公司The Browser Company开发的免费的網路浏览器，在封闭测试后于2022年4月19日发布。Arc已於macOS和iOS推出。而Windows正式版已於2024年4月30日發布。
Arc旨在成为一个「万维网的操作系统」，并试图将网页浏览与内置应用程序和功能整合在一起。内置的功能包括虚拟记事本、拼贴风格的「easel」和「boosts」，该功能允许用户美化和重新设计网站界面。Arc的分頁欄垂直排列在侧边栏中，侧边栏包含除浏览窗口之外的所有浏览器功能。Arc基于Chromium并用Swift编写。它支持Chrome浏览器擴充功能，同时默认使用Google搜索。
Arc受到多家技术媒体的报道，包括The Verge、How-To Geek和Engadget等。评论家对Arc的评价普遍积极，称赞该浏览器呈现出的新理念和功能。然而，大多数评论者一致认为，该浏览器在成为一个「完美」的浏览器前还需要改进。
2024年10月25日因為Arc瀏覽器的速度慢、操作笨重、功能過於混亂，因此The Browser Company宣布Arc瀏覽器停止開發，並進入僅維護修補安全性與漏洞，基本上不會再有任何的更新，但是 Josh Miller 表示將會有另一個新產品來接替Arc瀏覽器的位置。